# Technisches Polizeiamt Sachsen-Anhalt
Das Technische Polizeiamt Sachsen-Anhalt war bis zum 31. Dezember 2018 eine Dienststelle der Polizei Sachsen-Anhalt.
Es hatte seinen Sitz am August-Bebel-Damm 19 in Magdeburg.
Seine Zuständigkeiten liegen unter anderem in der Beschaffung von Ausrüstungsgegenständen, Bekleidung und Fahrzeugen der Polizei, ferner in der Verfolgung und Ahndung von Ordnungswidrigkeiten im ruhenden und fließenden Straßenverkehr und in der Kampfmittelbeseitigung in Sachsen-Anhalt.
Die Aufgaben werden seit dem 1. Januar 2019 von der Polizeiinspektion Zentrale Dienste Sachsen-Anhalt übernommen.